# Janet Woodcock
Janet Woodcock (29 de agosto de 1948) es una médica estadounidense que ocupó el cargo de Comisionada Adjunta Principal de Alimentos y Medicamentos desde febrero de 2022 hasta febrero de 2024, habiendo sido anteriormente Comisionada en funciones de la Administración de Medicamentos y Alimentos de EE. UU. (FDA). Se incorporó en la FDA en 1986 y ocupó diversos cargos de responsabilidad en la misma, incluidos los mandatos como directora del Centro de Evaluación e Investigación de Medicamentos (CDER) de 1994 a 2004 y de 2007 a 2021. 
Supervisó la modernización y racionalización del CDER y la FDA, introduciendo nuevas iniciativas para mejorar la puntualidad y transparencia de los procedimientos de la FDA, así como la seguridad, calidad y eficacia de los medicamentos.  Informa al Congreso de los Estados Unidos y a otros órganos gubernamentales sobre la FDA y sus preocupaciones, ayudando a elaborar recomendaciones políticas y legislativas. 
En 2015, recibió el premio Lifetime Achievement Award del Institute for Safe Medication Practices en reconocimiento a «una importante trayectoria profesional de continuas contribuciones a la seguridad del paciente». También ha recibido el Biotechnology Heritage Award de 2019.

## Formación médica
Woodcock se licenció en Ciencias Químicas por la Universidad Bucknell en 1970, y obtuvo su Doctorado en Medicina por la Feinberg School of Medicine de la Facultad de Medicina de la Universidad del Noroeste (Northwestern University) en 1977.  Trabajó en el Centro Médico Hershey de la Pennsylvania State University (1978-1981) y en el Centro médico de la Administración de Veteranos de la Universidad de California en San Francisco (1982-1985), obteniendo certificaciones en Medicina Interna (1981) y Reumatología (1984). 

## Administración de Alimentos y Medicamentos de EE. UU.

### Centro de Evaluación e Investigación Biológica
Woodcock se incorporó a la Administración de Alimentos y Medicamentos de Estados Unidos (FDA) en 1986, como Directora de la División de Nuevos Fármacos Biológicos en Investigación del Center for Biologics Evaluation and Research (CBER).  En septiembre de 1990 fue nombrada Directora adjunta en funciones del CBER.  En noviembre de 1992 pasó a ser Directora en funciones de la Oficina de Investigación y Revisión Terapéutica (parte del CBER), y en noviembre de 1993 fue confirmada como Directora de dica oficina.

### Centro de Evaluación e Investigación de Medicamentos
Desde mayo de 1994 hasta abril de 2004, fue directora del Centro de Evaluación e Investigación de Medicamentos (CDER) de la FDA.

### Oficina del Comisionado
De abril de 2004 a julio de 2005, Woodcock fue Vicecomisionada en funciones de Operaciones de la FDA.
De julio de 2005 a enero de 2007, fue Vicecomisionada de Operaciones y Directora de Operaciones de la FDA.
De enero de 2007 a marzo de 2008, fue Vicecomisionada y Directora Médica de la FDA.

### Centro de Evaluación e Investigación de Medicamentos
De octubre de 2007 a marzo de 2008, Woodcock también fue Directora en funciones del Centro de Evaluación e Investigación de Medicamentos (CDER).  A partir de marzo de 2008, se convirtió en Directora del CDER, cargo que ocupó hasta el 12 de abril de 2021.
Además de directora del CDER, ha ejercido simultáneamente como directora en funciones de la Oficina de Calidad de Productos desde octubre de 2014 hasta septiembre de 2015; y como directora en funciones de la Oficina de Nuevos Medicamentos desde enero de 2017 hasta diciembre de 2018.
El 12 de abril de 2021, Woodcock hizo la transición de su función como Directora del CDER a Asesora médica principal del Comisionado, mientras continuaba ejerciendo como Comisionada en funciones.

## Contribuciones
Como Directora de la Oficina de Investigación y Revisión Terapéuticas (1992-1994), una parte del CBER, Woodcock supervisó la aprobación de los primeros tratamientos biotecnológicos para la esclerosis múltiple y la fibrosis quística.
Como Directora del CDER, a partir de 1994, Woodcock supervisó la modernización del CDER y la FDA, agilizando los procesos y normas de revisión, pasando a formatos electrónicos para las presentaciones y los procesos de toma de decisiones, y haciendo públicos los procedimientos, políticas y decisiones en materia de reglamentación.  Ha apoyado el desarrollo de sistemas que fomentan un alto grado de participación de los consumidores, los pacientes y sus defensores.

Es un desafío intelectual permanente. Es la intersección de la ciencia y la medicina y el derecho y la política.
Janet Woodcock, 2018<

Woodcock informa al Congreso y a otros organismos gubernamentales sobre la FDA y sus preocupaciones con el fin de orientar las recomendaciones políticas y la legislación. Ha testificado ante el Congreso en más de 50 ocasiones, bajo seis presidentes estadounidenses diferentes.
Ha sido elogiada por su franqueza.

"Una vez más, quiero que se sepa que aprecio la franqueza de la Dra. Woodcock", entonó el Sr. Dingell, cuyo comité tiene jurisdicción sobre la FDA. "En su honor, ha dado un paso al frente en medio de una crisis de salud pública para tratar honestamente con el Congreso. Ojalá otros miembros de la administración mostraran el mismo vigor, capacidad de respuesta y liderazgo" Representante John Dingell (D-Mich.), 2008

.

### Calidad farmacéutica para elsigloXXI
En el año 2000, Woodcock introdujo el concepto de gestión de riesgos en el análisis de la seguridad de los medicamentos de la FDA.
En 2002, dirigió la "Iniciativa de Calidad Farmacéutica para el Siglo XXI", que utiliza un enfoque basado en el riesgo para modernizar la fabricación y la regulación de los productos farmacéuticos.

### Iniciativa del camino crítico hacia nuevos productos médicos
A partir de la publicación de Innovación o estancamiento: Retos y oportunidades en el camino crítico hacia nuevos productos médicos (2004)
ha dirigido la Iniciativa de la Ruta Crítica de la Administración de Alimentos y Medicamentos de Estados Unidos en un intento de mejorar "los procesos de desarrollo, la calidad de las pruebas generadas durante el desarrollo y los resultados del uso clínico de estos productos." 
A través de asociaciones público-privadas y la creación de consorcios, la iniciativa pretende aplicar los avances en genómica, imagen avanzada y otras tecnologías al proceso de desarrollo de fármacos modernos. El objetivo es desarrollar más rápidamente nuevos descubrimientos médicos en el laboratorio y ponerlos a disposición de los pacientes que los necesiten.

### Uso seguro y Seguridad ante todo
Woodcock también ha trabajado para mejorar la calidad, eficacia y seguridad de los medicamentos a través de las iniciativas Safe Use y Safety First, introducidas en 2007-2008. La seguridad de los medicamentos se contempla desde la perspectiva del ciclo de vida, examinando cada etapa del ciclo de vida del producto.

### Sistema de notificación de efectos adversos de la FDA (FAERS)
En 2012, la FDA puso en marcha el Sistema de notificación de efectos adversos de la FDA (FAERS), en sustitución del anterior sistema AERS.  FAERS es una base de datos en línea utilizada por la FDA para la vigilancia de la seguridad de todos los medicamentos y productos terapéuticos biológicos aprobados. FAERS ayuda a hacer un seguimiento de las notificaciones de acontecimientos adversos y errores de medicación procedentes de profesionales sanitarios (médicos, farmacéuticos, enfermeros y otros) y consumidores (pacientes, familiares, abogados y otros).  Se utiliza en combinación con MedWatch y el Vaccine Adverse Event Reporting System (VAERS) para identificar posibles problemas de seguridad.

### Iniciativa Sentinel
Otro sistema de vigilancia, el Sistema Sentinel, entró en pleno funcionamiento en 2016. Woodcock lanzó la Iniciativa Sentinel en 2008 en respuesta a la aprobación de la Ley de Enmiendas a la Administración de Alimentos y Medicamentos de 2007 ("FDAAA"). El primer taller público anual de la Iniciativa Sentinel se celebró en 2009, con talleres anuales posteriores para reunir a posibles partes interesadas y explorar una amplia gama de perspectivas y cuestiones. En 2009 se puso en marcha el programa piloto Mini-Sentinel. En 2014, comenzó la expansión a un sistema completo.
El Sistema Sentinel se basa en las bases de datos existentes de las aseguradoras y los proveedores de asistencia sanitaria privada para vigilar activamente los problemas de seguridad a medida que se desarrollan, en lugar de depender de informes posteriores de tercera mano.  Woodcock ha afirmado que este enfoque podría "revolucionar" la seguridad de los productos.

### Programas de medicamentos genéricos
En 2012 Woodcock supervisó una importante reorganización del programa de medicamentos genéricos. El primer programa de tarifas de usuario de medicamentos genéricos, Generic Drug User Fee Amendments (GDUFA), se convirtió en ley el 9 de julio de 2012. 
GDUFA fue diseñado para mejorar la experiencia de 20 años de la Prescription Drug User Fee Act (PDUFA) y para mejorar el proceso de revisión y aprobación de medicamentos genéricos.

### Ley de Curas delSigloXXI
Woodcock también ha apoyado la Ley de Curas del Siglo XXI (21st Century Cures Act).

## Controversia

### Crisis de los opioides
El 27 de enero de 2021, una coalición de 28 grupos de salud pública y organizaciones dedicadas a la crisis de los opioides enviaron una carta a la Administración Biden en relación con el cargo de Woodcock como Comisionada en funciones de la FDA. La carta decía en parte que "como directora del Centro de Evaluación e Investigación de Medicamentos (CDER) de la FDA durante más de 25 años, la doctora Woodcock presidió uno de los peores fracasos de la agencia reguladora en la historia de EE.UU." Entre los ejemplos de decisiones inadecuadas en materia de opioides mencionados en la carta se incluyen "la aprobación de Opana sin pruebas adecuadas de seguridad o eficacia a largo plazo, la aprobación de Zohydro a pesar del voto de 11 vs 2 en contra de la aprobación por parte de un comité científico asesor, y la aprobación de la promoción de OxyContin para niños de tan sólo 11 años de edad."

## Premios
Entre los premios recibidos por Woodcock destacan los siguientes:
- 2021, fue incluida en la lista Nature's 10 entre los diez científicos que habían tenido un papel importante en los avances científicos durante 2021, elaborada por la revista científica Nature.[35]
- 2019, Premio al Patrimonio Biotecnológico, Organización de Innovación Biotecnológica (BIO) e Instituto de Historia de la Ciencia[4]
- 2018, Health Visionary Award, Society for Women's Health Research [36]
- 2017, Premio inaugural al Liderazgo, de la  Fundación Reagan-Udall, por "las contribuciones y el servicio de toda una vida en el campo de la ciencia reguladora y la salud pública".[37]
- 2017, Premio Florence Kelley al Liderazgo de los Consumidores, Liga Nacional de Consumidores[38]
- 2016, Premios Innovadores en Salud, NEHI (Red para la Excelencia en la Innovación Sanitaria)[39]
- 2016, Premio al Liderazgo en Cáncer Ellen V. Sigal. Friends of Cancer Research[40]
- 2015, Premio por las contribuciones de una vida, Institute for Safe Medication Practices, otorgado a "una persona que ha tenido un historial profesional significativo al hacer contribuciones continuas a la seguridad del paciente y ha tenido un impacto importante en las prácticas seguras de medicación."[3]